# 12ft
12ft és un servei per accedir a webs que bloquegen la lectura pública, lliure i gratuïta de pàgines web amb eines com murs de pagament. Per a complir aquesta funció, el servei aprofita les còpies accessibles i llegibles que aquestes pàgines web ofereixen al servei de crawling de Google. El seu lema "Show me a 10ft paywall, I’ll show you a 12ft ladder" es basa en la frase "Show me a ten-foot wall and I'll show you an eleven-foot ladder" de l'obra All I Want To Know Is Where I'm Going To Die So I'll Never Go There de Peter Bevelin. Aquest servei fou creat per Thomas Millar. El juliol del 2025, News Media Alliance va anunciar que havien tancat 12ft.